# Euan Uglow
Euan Ernest Richard Uglow (10 de marzo de 1932-31 de agosto de 2000) fue un pintor británico. Es muy conocido por sus desnudos y naturalezas muertas, tales como la Chica alemana y Cráneo.

## Biografía
Euan Uglow nació en 1932 en Londres. De niño, vivió en Tulse Hill, en el sur de Londres, donde su padre era contable. Uglow fue a una escuela local en Tulse Hill, la Strand School. Luego estudió en la Escuela de Arte de Camberwell de 1948 a 1950, en la cual estudiaron Victor Pasmore, Lawrence Gowing, John Minton, Kenneth Martin y William Coldstream. Uglow fue influenciado por la enseñanza en Camberwell, aunque el pintor Claude Rogers, fue más significativo en su desarrollo. Sin embargo, cuando Coldstream dejó Camberwell para enseñar en la Slade School of Art en 1951, Uglow lo siguió, y permaneció como alumno en Slade hasta 1954.
Al rechazar el servicio militar obligatorio Uglow se registró como objetor de conciencia en 1954 y pasó dos años realizando trabajos comunitarios como la asistencia en la restauración de una iglesia dañada por la guerra de Christopher Wren, en la ciudad de Londres, la decoración de la casa del artista Patrick George y ayudando en una granja en Surrey.
Su éxito en el arte no fue inmediato, y no vendió un cuadro hasta ocho años después de dejar la escuela de arte. Durante este tiempo tuvo variedad de trabajos en la enseñanza a tiempo parcial, sobre todo en Slade desde 1961, una institución con la que estuvo asociado durante el resto de su vida.
En 1962 se encontró en el centro de una tormenta en la galería de arte municipal en Bradford, Yorkshire, cuando un consejero local, Horacio Hird pidió que una de las pinturas de Uglow, Chica alemana, se retirara de la exposición del Arts Council en la galería. Hird afirmó que la pintura "ofendía a la decencia".
A pesar de esto, fue elegido miembro de la Royal Academy of Arts en 1961. También se convirtió en fideicomisario de la National Gallery en Londres en 1991, aunque, en sus propias palabras, los demás fideicomisarios generalmente lo ignoraron.
La primera exposición individual de Uglow fue en 1961 en la Galería de Bellas Artes, pero su método de trabajo lento y metódico no dio lugar a una gran cantidad de exposiciones individuales. En 1969 expuso dibujos en el Gardener Center de la Universidad de Sussex, en 1974 en la Whitechapel Art Gallery de Londres y luego periódicamente en la Galería Browse & Darby en Londres. También participó en numerosas exposiciones colectivas, incluidas las exhibiciones del London Group y las exposiciones anuales del John Moores Prize en Liverpool.
En 1980, Uglow fue invitado por el artista Stass Paraskos para convertirse en el primer artista residente de la nueva Cyprus College of Art en el centro de Lempa, en la isla de Chipre. En 1981participó en la exposición Ocho pintores figurativos en el Center for British Art de la Universidad de Yale en New Haven, Connecticut, Estados Unidos, y en 1984 en la Tate Gallery, de Londres. En 1992 apareció en la exposición Pintura figurativa británica del siglo XX en el Museo de Israel en Jerusalén, y en 2000 en la exposición Encuentros en la Galería Nacional de Londres.
En 2002, el Arts Council for England organizó una retrospectiva póstuma titulada Spotlight on Euan Uglow, que recorrió Gran Bretaña. En 2003 hubo una retrospectiva titulada Euan Uglow: Pasión controlada, cincuenta años de pintura, en la Galería Abbot Hall, en Kendal.
Tiene obra en las colecciones del Arts Council de Inglaterra, el Consejo Británico, el Museo Nacional de Gales, la Ferens Galería de Arte en Hull, la Galería de Arte de Glasgow, el Museo Metropolitano de Arte en Nueva York, la Galería de Arte de Southampton, la Colección de Arte del Gobierno Británico, la Tate Gallery y el Museo Hepworth en Wakefield.
Uglow murió de cáncer de hígado en su casa en Wandsworth, Londres, en el año 2000.
Los derechos de las obras de Uglow están representados por Marlborough Fine Art, de Londres.

## Estilo e influencias
Uglow era predominantemente un pintor de la figura humana, aunque también pintó naturalezas muertas y paisajes. Su método era meticuloso, involucrando una gran cantidad de medidas y correcciones para crear imágenes que no son hiperrealistas, pero parecen casi esculturales. Escribiendo sobre ello en 1990, Tim Wilcox dijo que "lo básico de Uglow es el desnudo tradicional del estudio, pero establecido en relación con un espacio artificial ideado por el propio artista con marcas geométricas". El proceso era laborioso y se demoraba hasta el punto de que el mismo Uglow bromeó con una modelo que comenzó a pintar cuando estaba comprometida, todavía pintaba cuando se casó y no terminó de pintar hasta que se divorció.
Como esto indica, Uglow trabajaba directamente del natural, y una de las características de sus pinturas fue que no intentó ocultar el proceso de construcción. Los restos de las medidas que tomaba y la guía de dibujo que utilizaba permanecen visibles en las pinturas terminadas. Este fue un proceso que Uglow desarrolló a partir de sus primeros estudios con William Coldstream, y que se convertiría en un pilar de la enseñanza en la Slade School of Art de Londres, vinculándolo a un énfasis de por vida en el dibujo. El resultado fueron pinturas que tenían una fuerte calidad escultórica, pero dentro de la tradición del modernismo, particularmente como lo entendió Cézanne, aunque la obra de Uglow también se ha comparado con el clasicismo simple del artista renacentista Piero della Francesca, particularmente por la manera de enfatizar formas geométricas simples. Los planos se articulan con mucha precisión, los bordes se definen con nitidez y los colores se diferencian con gran sutileza.
Uglow prefería que el formato de sus lienzos fuera un cuadrado o un rectángulo áureo, como es el caso de Root Five Nude (1976). Luego realizaba cuidadosas mediciones en cada etapa de la pintura, un método que Coldstream le había impartido y que se identifica con los pintores de la Euston Road School. Parado frente al tema a pintar, Uglow registraba las mediciones por medio de un instrumento de metal de su propio diseño. Tales mediciones empíricas permiten a un artista pintar lo que ve sin utilizar la perspectiva convencional. Las superficies de las pinturas de Uglow llevan muchas pequeñas marcas horizontales y verticales, donde registraba estas coordenadas para que pudieran verificarse con la realidad.
El color era fundamental para su comprensión, y pintores como Matisse y los venecianos le influyeron en toda su vida artística junto con muchos otros, aunque tal vez Cézanne, Morandi, Poussin e Ingres estaban más cerca de su corazón. Uglow describió a un entrevistador la inspiración para su naturaleza muerta Lemon (1973):
   "Te diré de qué trata Lemon ... Se supone que Brunelleschi me ayudó con la cúpula de Volterra. Es hermosa, muy simple, encantadora. No pude pintar la cúpula allí, así que cuando volví, pensé en tratar de pintarla representando un limón."
Las pinturas de Uglow realizadas mientras era artista residente en la Cyprus College of Art en 1980 y nuevamente en 1983, son casi totalmente paisajes, y utilizaba el claro cielo de verano de Chipre como un marcado contraste de color plano contra lo geométrico y escultórico de las formas que pintaba a nivel del suelo. Pero Uglow también viajó a otros países, pasó seis meses en Italia con una beca del Prix de Rome en 1953, y luego hizo trabajo en Francia, España, Marruecos, Turquía, India y China.
Zagi (1981-82), que representa un pie desnudo, fue inspirada por un juguete infantil de un acróbata, con la palabra Zagi.
Una de las más notables pinturas hechas por Uglow fue un desnudo de Cherie Booth, futura esposa del ex Primer Ministro Británico Tony Blair, inacabada, en 1978. El crítico de Arte Frank Whitford, en el Sunday Times sugirió en broma que Uglow hizo tal impresión en la joven Cherie que 30 años más tarde los Blairs pusieron su nombre a su hijo.

## Legado
La visión de la pintura de Uglow continúa a través de los artistas a los que enseñó e inspiró como Robert Duke, John Long, Suresh Patel y Andy Pankhurst.

## Leer más
- Catherine Lampert, Euan Uglow (London: Browse and Darby, 1997)
- Catherine Lampert and Richard Kendall, Euan Uglow: the complete paintings (New Haven: Yale University Press, 2007)
- Susan Campbell (ed.), Euan Uglow : some memories of the painter (London: Browse and Darby, and the Sheepdrove Trust, 2003)